# 邢雲路
邢雲路（1549年—？），又作邢雲鷺，字士登，號澤宇，直隸保定府安肅縣（今河北省徐水縣）龍山里人，民籍，明朝政治人物、天文學家。萬曆庚辰進士，官至陝西按察使。

## 生平
嘉靖二十八年（1549年）出生。五歲認字，過目不忘。八歲入私塾，日记数百言。十八歲，里选茂材第一人。萬曆四年（1576年）順天府鄉試舉人。萬曆八年（1580年），登進士第三甲第六十二名。初授山西繁峙縣知縣，母喪丁憂去職。服闕，萬曆十一年（1583年）補河南汲縣，又遭父喪。十四年補山西臨汾縣知縣，十九年升兵部武选司主事，二十三年升员外郎，升河南僉事。萬曆二十四年（1596年），上言《大統曆》得失。二十五年升辽东开原参议，二十七年官至陕西按察司副使，次年致仕。
萬曆三十三年（1605年）十月起补陕西副使，本年升按察使。萬曆三十八年（1610年）被給事中曹於汴、御史孔貞一等拾遺參奏，冠帶閒住。
邢云路精通天文、地理，积极参与历法修订。萬曆三十九年（1611年）禮部建議改曆，留中不報。萬歷四十四年（1616年），邢雲路獻《七政真數》予朝廷。天啟元年（1621年），治曆有成，向朝廷詳述日月交食分數。

## 著作
《古今律历考》72卷，见解独特，校正元郭守敬之谬误。还有《戊申立春考证》、《庚物冬至正讹》、《太一书》、《历元元》、《七政真数》等。另有《泽宇集》。
萬曆三十六年（1608年），邢雲路曾在蘭州樹立六丈高表，進行冬至時刻實測，算得回归年长度为365.24219日。

## 墓葬
邢雲路墓在安肅縣城東八里。

## 家族
曾祖父邢惠，曾任訓導；祖父邢簡；父親邢來岐，曾任壽官。母李氏。具庆下。兄一元、雲府。